# Agatha Christie: Murder on the Orient Express
Агата Крісті: Вбивство в "східному експресі" — це пригодницька гра 2006 року, розроблена AWE Productions і видана The Adventure Company для Microsoft Windows. Це друга частина пригод з серії ігор по мотивам творів Агати Крісті. Дія відбувається за п'ять років до подій у Агата Крісті: і нікого не стало. Сюжет розповідає про детектива-любителя, Антуанетту Марсо, і її розслідування вбивства з дванадцяти можливих підозрюваних на борту "Східного Експреса", який був заблокований лавиною в Королівстві Югославії в 1934 році. Їй допомагає знаменитий детектив Еркюль Пуаро.
Вбивство в Східному експресі зберігає основні елементи сюжету роману Агати Крісті з такою ж назвою. У грі є додаткова кінцівка, яка відрізняється від роману Крісті. Як і  І нікого не стало роман Агати Крісті йшов у комплекті з грою. Деякі критики Вбивства в східному експресі розкритикували гру через повторюваний характер завдань, які гравець повинен виконати, а також скаржилися на неефективність і громіздкість інвентаризації системи. Інші хвалили за покращену графіку в порівнянні з І нікого не стало, а також за поеращену озвучкою і звуковими ефектами. Після Вбивства в Східному експресі була випущена Агата Крісті: Зло під сонцем, третя частина з серії ігор по мотивам Агати Крісті.
Вбивство в Східному експресі - це перша гра з серії Агати Крісті , у якій показали Еркюля Пуаро, самий популярний і відомий детектив романів Агати Крісті. Девід Суше, чий образ Пуаро здобув популярність, завдяки популярному телесеріалу Пуаро Агати Крісті, був найнятий, щоб озвучити голос Пуаро. Його озвучка була прийнята з похвалою. Деякі критикують гру за те, що вона не дозволяє гравцеві насправді контролювати Пуаро. Розробники пояснили цей вибір, сказавши, що пригоди геймерів, які роблять помилки протягом всієї гри не відображають геніальність Пуаро, але краще б уявляли детектива-аматора Антуанетту Марсо.